# Patella ferruginea
Patella ferruginea é uma espécie de molusco pertencente à família Patellidae.
A autoridade científica da espécie é Gmelin, tendo sido descrita no ano de 1791.

## Distribuição
Na atualidade a espécie Patella ferruginea está limitada às costas do norte de África, entre o Estreito de Gibraltar (Ceuta) e Cabo Bon e a ilha de Zembra (Tunísia), e a alguns pontos do sul da Espanha (costas da Andaluzia e Múrcia), ilha de Alborão, costas ocidentales da Córsega e norte da Sardenha e ilha de Pantelleria, no canal da Sicília. Nas costas continentais francesas e italianas a espécie parece ter-se extinguido definitivamente na atualidade, embora existam algumas referências a achados recentes no litoral toscano. As populações na Córsega e Sardenha parecem estar em regressão.
Nas costas peninsulares espanholas estendia-se até há pouco tempo pelo setor peninsular que vai da zona do estreito de Gibraltar até ao cabo de Gata, embora as populações se fossem fragmentando, dizimando e desaparecendo pouco a pouco. Pode haver apenas um milhar de indivíduos distribuídos por todo o litoral andaluz, que possivelmente não cheguem a constituir núcleos reprodutores.
Tem havido mudança nas costas norte-africanas onde há ainda populações saudáveis de P. ferruginea. Em Melilla e Ceuta há contingentes importantes, embora nas ilhas Chafarinas se encontrem as maiores populações. Um arquipélago próximo, as ilhas Habibas, na Argélia, é outro enclave privilegiado para a espécie.